# Walter Flinsch
Walter Flinsch (ur. 7 lutego 1903 w Nowym Jorku, zm. 3 lutego 1943 w Schwasdorfie) – niemiecki wioślarz i pilot, srebrny medalista olimpijski.
Wystąpił na igrzyskach olimpijskich w Amsterdamie w 1928, gdzie w jedynkach odpadł w pierwszej rundzie. Na rozgrywanych cztery lata później igrzyskach olimpijskich w Los Angeles Niemcy w składzie: Karl Aletter, Ernst Gaber, Walter Flinsch i Hans Maier zdobyli srebrny medal w czwórkach bez sternika. W finale o 4,8 sekundy przegrali z osadą Wielkiej Brytanii. Na tej samej imprezie wystąpił również w ósemkach, odpadając w pierwszej rundzie. 
Wielokrotnie zdobywał mistrzostwo kraju: w jedynkach w latach 1923-1924 i 1926-1928, w dwójkach podwójnych w 1924, w ósemkach i czwórkach ze sternikiem w 1930 oraz w czwórkach bez sternika i ósemkach w 1931.
Przed II wojną światową Flinsch był pilotem linii Deutsche Luft Hansa. Po wybuchu wojny wstąpił do Luftwaffe. Brał udział w misjach nad Atlantykiem, latając samolotem Focke-Wulf Fw 200. Z powodu dużych strat w swojej jednostce Flinsch został wycofany z frontu. Został następnie pilotem testowym w zakładach Heinkel. Zginął w lutym 1943, kiedy stracił kontrolę nad bombowcem Heinkel He 177. Flinsch zdołał opuścić samolot, jednak jego spadochron nie otworzył się.